# Gastrocentrella unica
Gastrocentrella unica är en nattsländeart som beskrevs av Georg Ulmer 1951. Gastrocentrella unica ingår i släktet Gastrocentrella och familjen grusrörsnattsländor. Inga underarter finns listade i Catalogue of Life.